# Tatort: Der gute Weg
Der gute Weg ist ein Fernsehfilm aus der Krimireihe Tatort, der erstmals am 5. Mai 2019 ausgestrahlt wurde. Es ist die 1093. Folge der Reihe und der neunte Fall des Berliner Ermittlerteams Rubin und Karow. Ein Routine-Einsatz wegen Ruhestörung endet in einem Blutbad.

## Handlung
Die Berliner Streifenpolizisten Harald Stracke und Sandra Ehlers werden zu einer nächtlichen Ruhestörung gerufen. Mit dabei als Praktikant ist Tolja Rubin, der Sohn der Kommissarin Nina Rubin. Auf Geheiß Strackes, der in der Wohnung Drogendealer vermutet, dringen die drei in die Wohnung ein. Wohnungsinhaber Yakut Yavas schießt daraufhin unvermittelt Ehlers tödlich in die Brust, Stracke ins Bein und Rubin in die Brust. Stracke schießt ebenfalls und tötet Klanmitglied Mussat Al-Tari, der gerade am Tisch mit Drogen hantiert. Tolja Rubin trägt als einziger eine Schutzweste und kommt zum Glück mit dem Schrecken davon. Er kennt Yakut Yavas von früher und identifiziert ihn als Schützen, während Stracke behauptet, der Libanese Yavas sei nicht der Schütze gewesen. Einer der beiden sagt somit nicht die Wahrheit. Karow glaubt Rubin und lässt nach Yavas fahnden, der aus seiner Wohnung geflohen ist. Auch Nina Rubin erscheint es seltsam, dass Stracke als erfahrener Polizeibeamter mit einem Praktikanten einen derartig riskanten Einsatz gewagt hat.
Schon bald stellt sich heraus, dass Yavas als V-Mann für die Drogenfahndung arbeitet. Sein Kontaktmann hält es für unwahrscheinlich, dass er einfach so auf Polizisten geschossen haben soll. Auch nach Karows Ermittlungen passt der Schusswechselverlauf überhaupt nicht zusammen, denn nach Tolja Rubins Schilderung hatte der getötete Mussat Al-Tari mit seiner Waffe auf Yavas gezielt, doch der hatte nicht ihn erschossen, sondern anscheinend ganz gezielt die Polizistin. Stracke wiederum hat sich nicht gegen Yavas gewehrt, der ihn soeben angeschossen hatte, sondern auf den im anderen Zimmer sitzenden Mussat geschossen.
Die Kommissare Nina Rubin und Robert Karow erfahren bei ihren Ermittlungen, dass Sandra Ehlers vor einem Jahr bei einem nächtlichen Einsatz Strackes Sohn aus Notwehr erschossen hat. Trotzdem waren die beiden weiterhin zusammen auf Streife unterwegs und verstanden sich sehr gut, was Rubin und Karow verdächtig vorkommt. Karow weiß, dass Stracke von Yavas Tätigkeit als V-Mann erfahren hatte. So vermutet er, dass Stracke mit diesem Wissen den Libanesen als eine „kleine“ Gegenleistung dafür, dass sein Klan nichts von dem Verrat erfährt, erpresst haben könnte. Karow lässt den Notruf checken und tatsächlich hatte Yavas selbst die Ruhestörung gemeldet. Als die Ermittler Stracke zur Rede stellen wollen, hat dieser das Krankenhaus auf eigene Gefahr verlassen. Sie treffen ihn aber bei sich zuhause an. Stracke beteuert weiterhin, dass Yavas nicht geschossen und Tolja sich geirrt habe, weil sich Libanesen untereinander nun einmal sehr ähnlich sähen.
Rubin und Karow versuchen krampfhaft, das Motiv zu finden, weshalb Stracke auf diese drastische Weise Sandra Ehlers hatte loswerden wollen, wo sie doch nach Aussage seiner Frau wie eine Tochter für sie war und den leeren Platz ihres Sohnes ein wenig ausgefüllt hatte. Allerdings schildert Verena Stracke die Kollegin ihres Mannes auch als „krank“, weil sie sich in letzter Zeit immer mehr in ihr Leben drängte. Sie und ihr Mann hätten aber nur noch sich und keinen Platz mehr für eine dritte Person, deshalb wollte sich ihr Mann auch zu einer anderen Dienststelle versetzen lassen.
Auch wenn Stracke vor seinen Kollegen den „Starken“ gibt, so zehren die Ereignisse doch sehr an seiner Psyche. Seit dem Tode ihres Sohnes kommt seine Frau nicht mehr ohne Schlaftabletten aus. Er liebt seine Frau sehr und weiß, dass sie einen weiteren Schicksalsschlag nicht überwände. Als Yavas tot aufgefunden wird, vermuten die Ermittler, dass Stracke der Täter war, können dies aber nicht beweisen. Um ihn aus der Reserve zu locken, informieren sie ihn darüber, dass sie hinter sein großes Geheimnis gekommen sind. Nicht Ehlers, sondern er hatte (aus Versehen) seinen Sohn erschossen. Um ihm zu ersparen, das seiner Frau erzählen zu müssen, hatte Ehlers ihm angeboten, die Schuld auf sich zu nehmen. So konnte sie ihren Streifenpartner an sich binden und hatte angedroht, seiner Frau die Wahrheit zu sagen, wenn er seine Versetzung nicht zurücknehme.
Stracke sieht sich überführt und keinen Ausweg mehr. Dabei waren er und seine Frau doch schon „auf einem guten Weg“. Er löst eine tödliche Menge Schlaftabletten in Wasser auf, um sich das Leben zu nehmen, zögert jedoch und trinkt das Glas nicht. Später trinkt seine Frau unwissentlich den tödlichen Cocktail. Er selber trifft sich noch einmal mit Tolja und entführt ihn auf den Spielplatz, auf dem er seinen Sohn erschoss. Er möchte Tolja davon abbringen, Polizist zu werden, und schildert ihm viele der schrecklichen Einsätze, die er in seiner Dienstzeit hatte. Als die Kommissare eintreffen, richtet Stracke seine Waffe auf Tolja, woraufhin er von Nina Rubin erschossen wird. Dass Stracke einen Suicide by cop provoziert hatte, wird erst klar, als Karow feststellt, dass Strackes Pistole nicht geladen und das Magazin leer war.
Als man seine Frau benachrichtigen will, brennt zwar noch Licht, aber niemand öffnet die Tür.
In einer Nebenhandlung verlässt die Gerichtsmedizinerin Dr. Nasrin Reza das Team, da sie die Attitüde von Karow, mit dem sie zwischenzeitlich eine Affäre hatte, nicht länger ertragen kann, indem sie kündigt.

## Hintergrund
Der Film wurde unter dem Arbeitstitel Straßen der Nacht vom 9. Oktober bis zum 8. November 2018 am Kottbusser Tor sowie in den Ortsteilen Kreuzberg, Neukölln, Wedding und Rudow in Berlin gedreht.
Als Polizeirevier diente in dieser Folge erstmals das Postbank-Hochhaus im Ortsteil Kreuzberg.

## Rezeption

### Einschaltquote
Die Erstausstrahlung von Der gute Weg am 5. Mai 2019 wurde in Deutschland von 9,41 Millionen Zuschauern gesehen und erreichte einen Marktanteil von 26,8 % für Das Erste.

### Kritiken
Christian Buß  von Spiegel Online wertete: „Über Strecken entfaltet dieser Hardboiled-‚Tatort‘ einen guten Sog […]. Die Dialoge kommen daher wie Backpfeifen, die Charaktere agieren handfest, die Handlung biegt in rasanter Fahrt um die Ecken. Doch irgendwann, und das ist das Problem, werden es ein bisschen zu viele Ecken. Jeder ist in diesem Berlin mit jedem bekannt, im Plot reiht sich ein unglücklicher Zufall an den anderen.“
Bei der Süddeutschen Zeitung schrieb Holger Gertz: „Die Polizisten, das ist eine Stärke des Films, werden in ihrer menschlichen Vielschichtigkeit gezeigt. Gefordert und überfordert, zu schlecht bezahlt und damit anfällig. Peter Trabner ist ein sehenswert gebrochener Polizeihauptmeister, die Sehnsucht nach Vorruhestand ist immer greif- und nachvollziehbar. Und trotzdem fehlt dem Stück bei Weitem die Wucht des Polizeirufs damals, auch weil es zum Ende hin gewöhnlich wird.“
Thomas Gehringer urteilte für Tittelbach.tv: „‚Der gute Weg‘ […] thematisiert mit einem klassischen Krimistoff und einer starken Hauptfigur […] den zermürbenden Polizei-Alltag. Das Drehbuch von Christoph Darnstädt bietet überraschende Wendungen, auch wenn nicht jedes Detail schlüssig erscheint. Spannend eingebaut wird auch der Mutter-Sohn-Konflikt zwischen Kommissarin Rubin und ihrem Sohn Tolja, der als Polizei-Praktikant beinahe selbst zum Opfer geworden wäre. Und Karow kriegt hier mal richtig Contra. Eine ebenso dichte wie finstere, atmosphärisch überzeugende Krimi-Tragödie aus Berlin.“
Für die FAZ wertete Claudia Reinhard: „Christian von Castelberg inszeniert das in Szenen ohne Schnickschnack, er verlässt sich auf die Schauspieler und die pointierten Dialoge. […] Durch die brummende Großstadtkulisse spannen sich die Fäden des Krimiplots, um das Große im Kleinen zu erzählen, das gesellschaftliche Drama in der persönlichen Katastrophe. Der Berliner ‚Tatort‘ wird immer besser.“